# جیرنسپیتس
جیرنسپیتس (به لاتین: Girenspitz) یک کوه در سوئیس است که در کانتون گراوبوندن واقع شده‌است. جیرنسپیتس ۲٬۳۹۴ متر بالاتر از سطح دریا واقع شده‌است.